# رانيا محيو الخليلي
رانيا محيو الخليلي، شاعرة وكاتبة لبنانية من مواليد 1972. صُدر لها حتى الآن سبع إصدارات منها رواية «سيّدة ستراسبورغ» ورواية «رسالة الحب الأولى».

## سيرتها الأدبية
ولدت رانيا الخليلي في بيروت، لبنان في عام 1972. عاشت حياتها في بيروت ودرست في المدارس الليسية الفرنسية حتى عام 1989، قبل أن تشتد الحرب الأهلية في لبنان، لترحل بعدها هي وأسرتها إلى دولة الإمارات العربية المتحدة. عمل والدها في الإمارات صحفيًا لجريدة البيان الإماراتية. وأكملت الخليلي دراستها بالمراسلة مع مركز تعليم عند بعد فرنسي ونالت شهادتها الثانوية (البكالوريا). وبعدها، عادت الخليلي إلى لبنان لتكمل دراستها الجامعية؛ حيث درست تخصص اللغة الفرنسية وآدابها بكلية الآداب والعلوم الإنسانية في الجامعة اللبنانية بـبيروت. وتعيش حاليًا في بيروت وتعمل منذ ثمانِ سنواتٍ مدرسةً للغة الفرنسية في أحد المعاهد الرسمية في بيروت.
بدأت مسيرة الخليلي في الكتابة في عام 2002؛ حيث أصدرت كتابتها الأول بعنوان «بكاء في الخفاء» وهو عبارة عن مجموعة خواطر شعرية، تحتوي على قصائد كتبتها في مراحل مختلفة من حياتها. وفي عام 2005 بدأت بكتابة عملها الثاني «لعنة البيركوت» واستغرق منها إنهاء هذا العمل أربع سنوات. لأن أحداث الرواية تدور بين دولة الكويت وبيروت، وتتطلب منها هذا الأمر دراسة تاريخية وجغرافية دقيقة للدول العربية والبحث عن المعالم السياحية في دولة الكويت. وأصدرت حتى الآن سبع مؤلفات آخرها كانت رواية «الغروب الأخير» الصادر عن مركز الطاووس عام 2020.

## مؤلفاتها
- بكاء في الخفاء، الشركة العالمية للكتاب، 2002
- لعنة البيركوت، دار النفائس، 2009
- رواية أمين، دار الجيل، 2013
- سيّدة ستراسبورغ، دار الجيل، 2015
- عشر سنوات وليلة، شركة در المعارف ناشرون، 2018
- رسالة الحب الأولى، دار كتاب سامر، 2018
- الغروب الأخير، مركز الطاووس، 2020